# Saint-Eusèbe, Saône-et-Loire
Saint-Eusèbe là một xã ở tỉnh Saône-et-Loire trong vùng Bourgogne-Franche-Comté nước Pháp.

## Geography
The commune is traversed by the Bourbince river.

## Thông tin nhân khẩu
Theo điều tra dân số năm 1999, xã này có dân số 1.065 người.